# صيد بذباب جاف
الصيد بالذباب الجاف هو أسلوب صيد يكون فيه الطعم ذبابة اصطناعية تطفو على سطح الماء ولا تغوص تحته. استخدم في الأصل لصيد السلمون المرقط.

## الصور

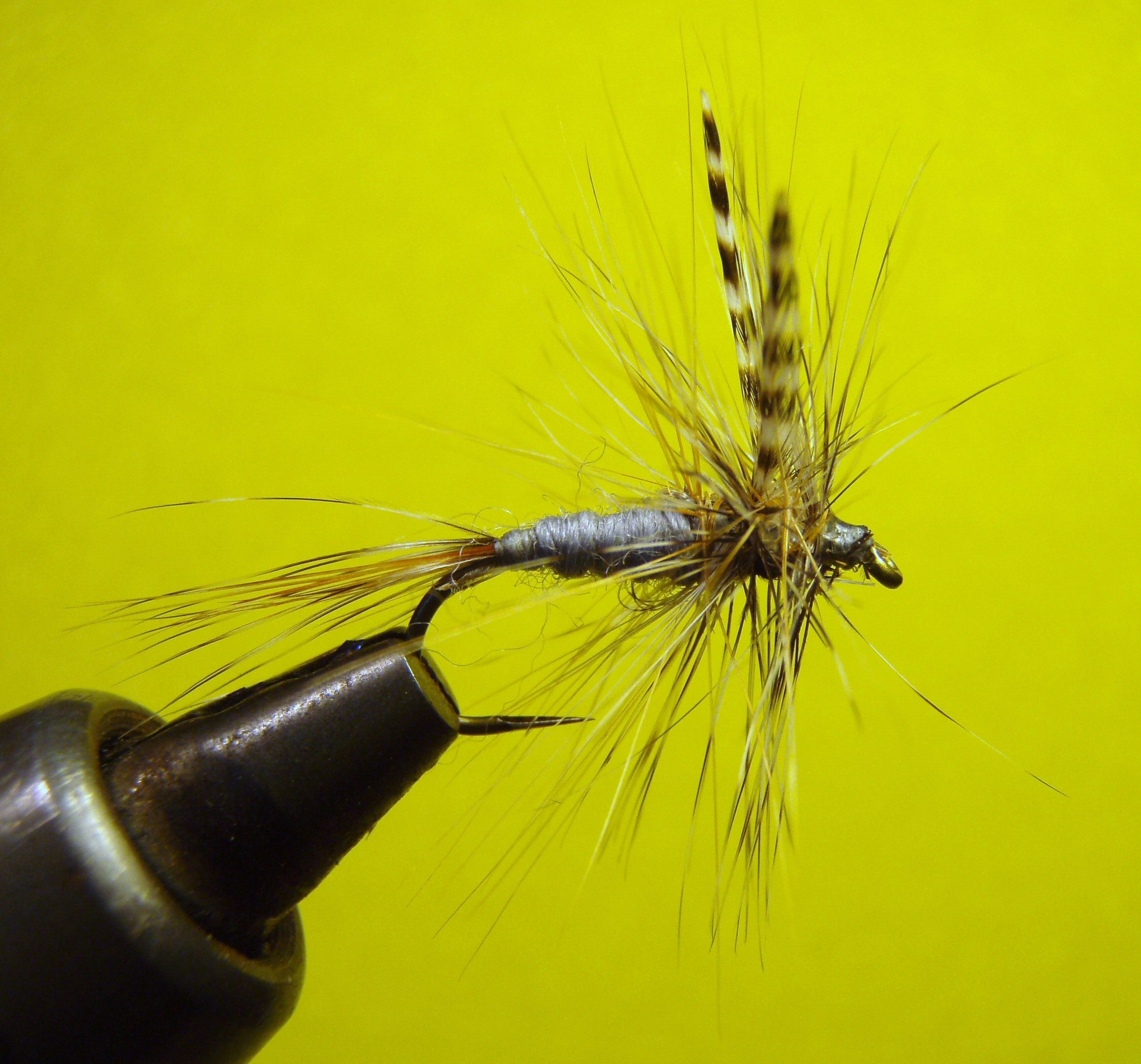
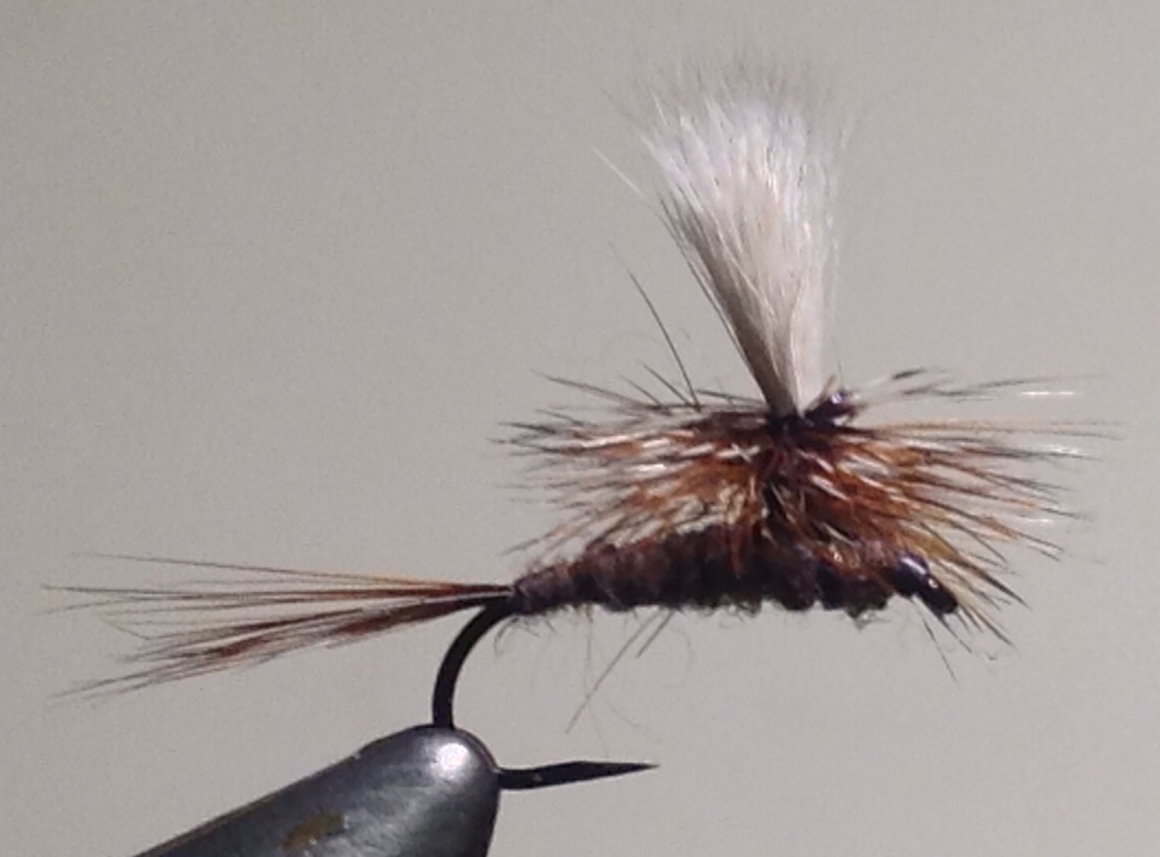
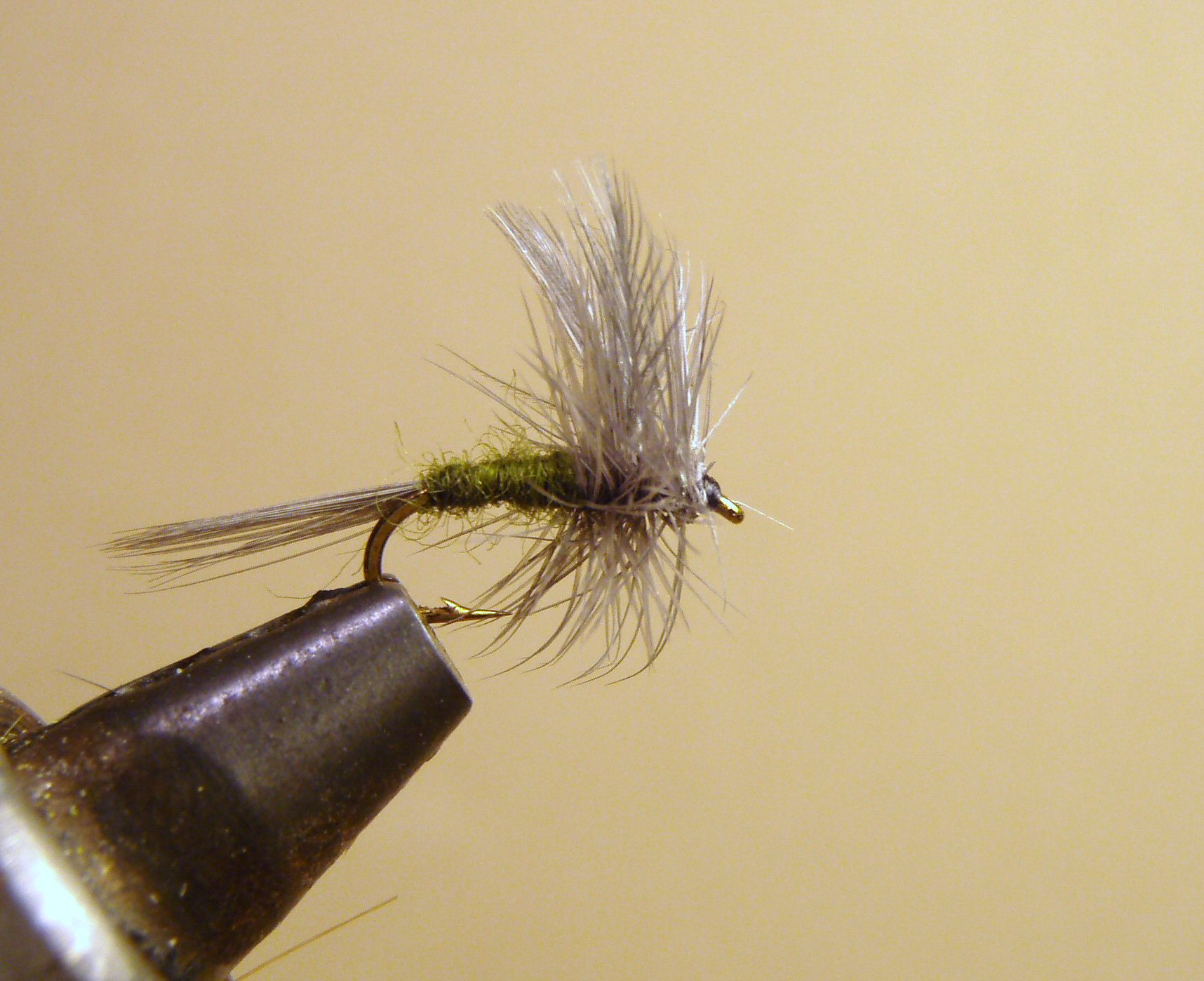
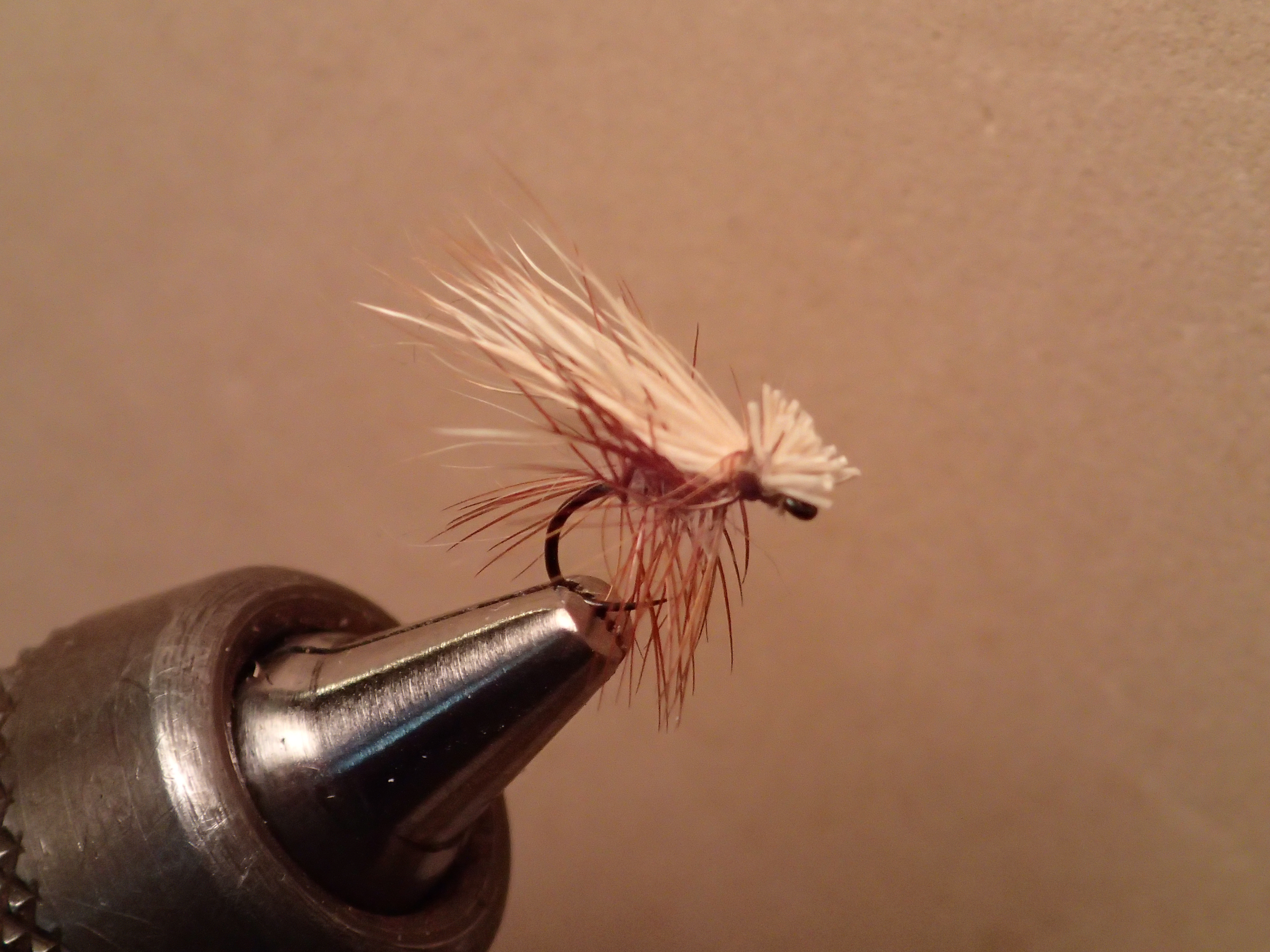
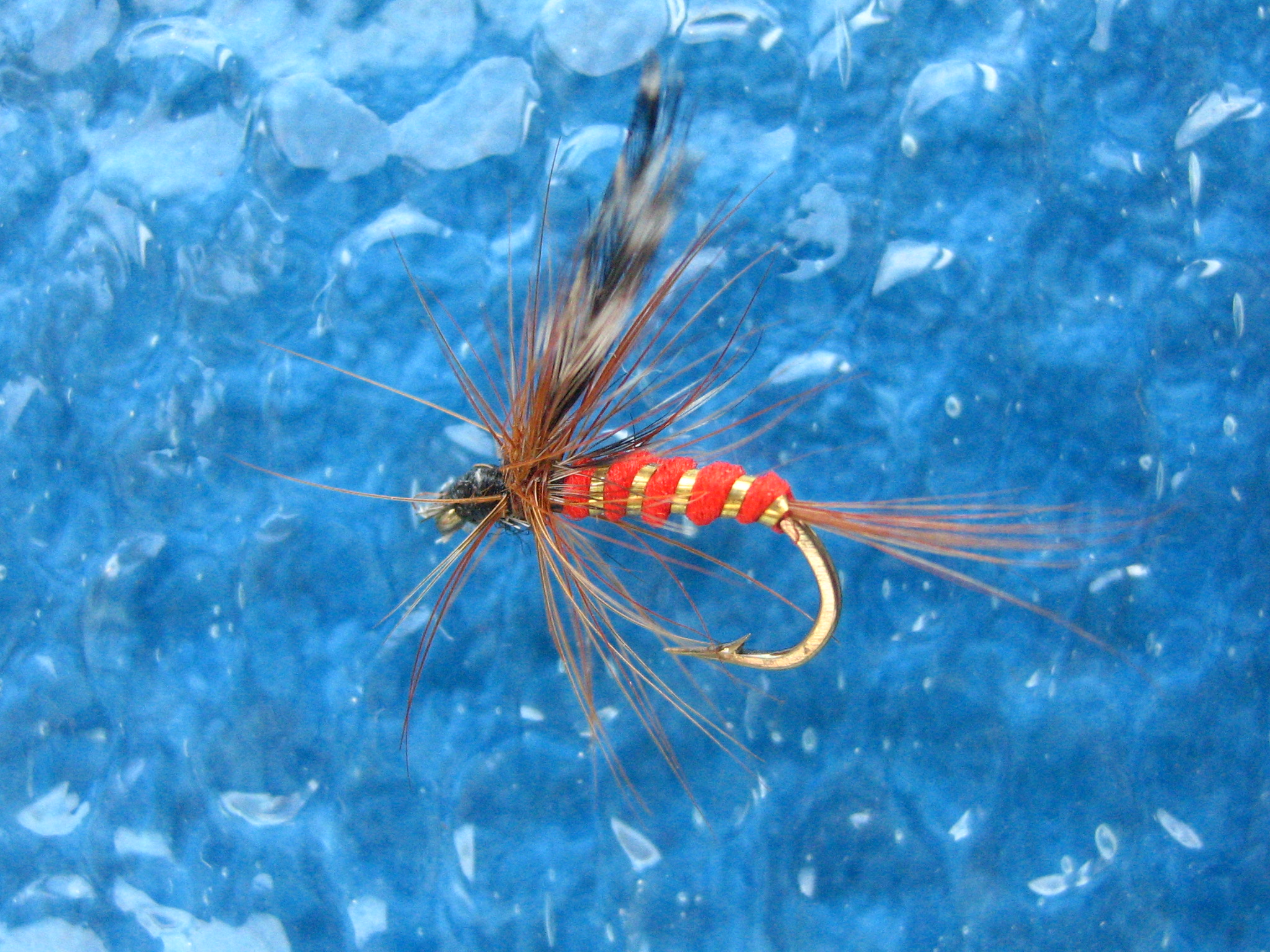
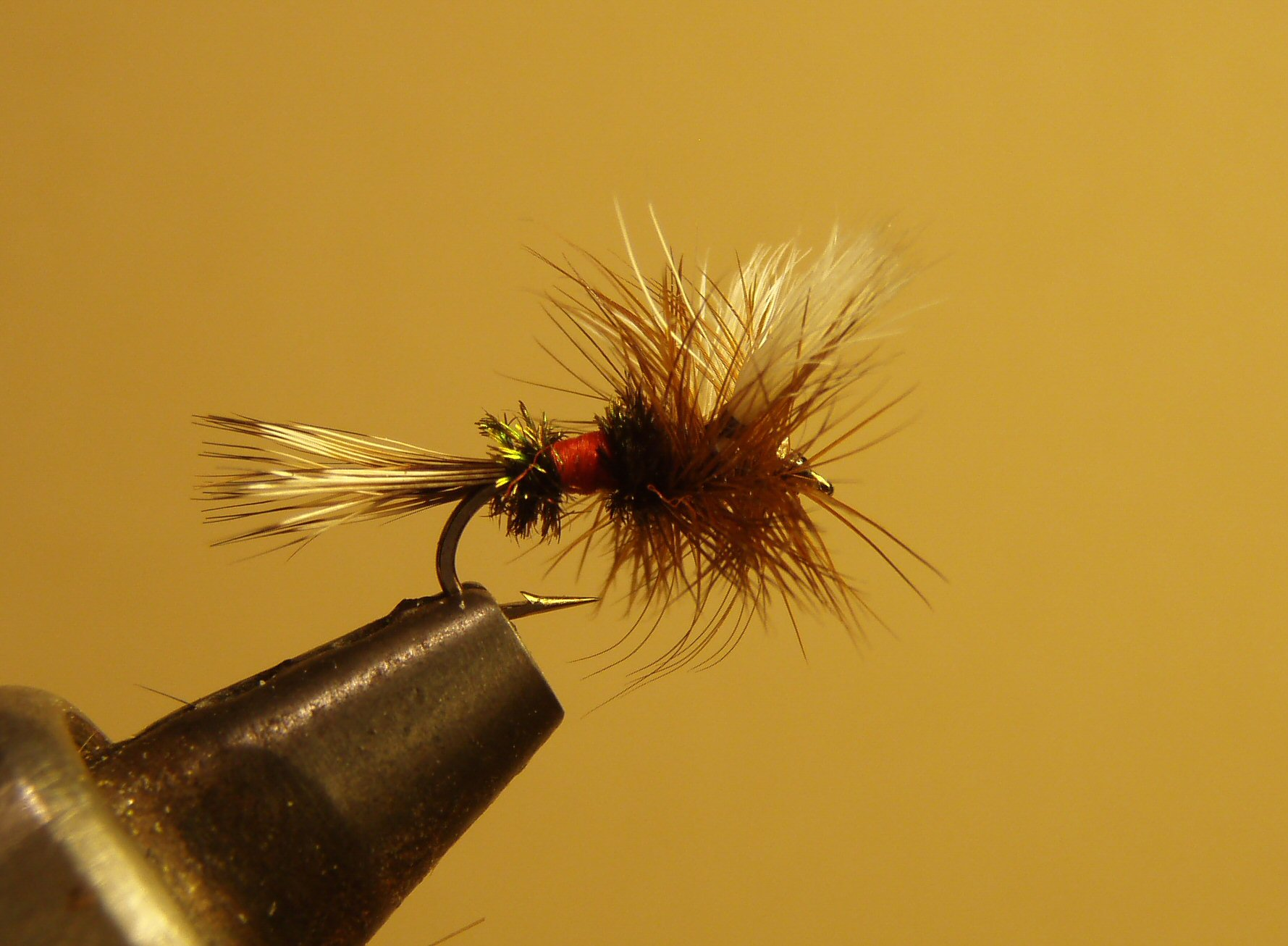